# Erythrodiplax avittata
Erythrodiplax avittata är en trollsländeart som beskrevs av Borror 1942. Erythrodiplax avittata ingår i släktet Erythrodiplax och familjen segeltrollsländor. Inga underarter finns listade i Catalogue of Life.